# Wesjolyje Rebjata
Wesjolyje Rebjata (russisch Весёлые Ребята Lustige Burschen) ist eine russische Band, die 1966 in Moskau gegründet wurde. Sie wurde eines der erfolgreichsten und bekanntesten VIA. Zur Gruppe gehörten einige berühmte sowjetische Sänger wie Alla Pugatschowa oder Alexander Barykin.
Zu den bekanntesten Stücken der Band gehört das Lied Rosowyje Rosy (russisch Розовые Розы Rosarote Rosen) von 1988.

## Geschichte
Die Band wurde 1966 vom sowjetischen Pianisten und Komponisten Pawel Slobodkin gegründet. 1967 stießen die Sänger Juli Slobodkin und Juri Peterson dazu.
1970 kam ihr erstes Album Wesjolyje Rebjata heraus, welches sich 15.795.000-mal verkaufte.
1974 wurde die Sängerin Alla Pugatschowa an Bord geholt, welche 1975 als Vertreterin der Sowjetunion den bulgarischen Musikwettbewerb „Goldener Orpheus“ gewann. Sie verließ die Gruppe im Jahre 1976. Im gleichen Jahr folgten Konzerte in verschiedenen sozialistischen Staaten, darunter die Tschechoslowakei, die DDR und Bulgarien.
1978 erschien das Album Druschit nam nada (russisch Дружить нам надо). 1980 nahm die Band am Kulturprogramm der Olympischen Sommerspiele in Moskau teil.

## Diskografie (Auswahl)

### Alben
- 1974: Любовь - Огромная Страна
- 1978: Дружить Нам Надо
- 1979: Музыкальный Глобус
- 1987: Минуточку
- 1988: Розовые Розы
- 2011: Люби Меня, Как Я Тебя…
- 2011: Шерше Ля.
- 2013: Как Прекрасен Этот Мир
- 2015: Перекресток Судьбы

### Singles
- 1970: На Чем Стоит Любовь
- 1988: Розовые Розы
- 1989: Люби Меня, Как Я Тебя